# Famille Corner
 (juillet 2024).
Si vous disposez d'ouvrages ou d'articles de référence ou si vous connaissez des sites web de qualité traitant du thème abordé ici, merci de compléter l'article en donnant les références utiles à sa vérifiabilité et en les liant à la section « Notes et références ».
La famille Corner (en italien Cornaro ) est une famille patricienne de Venise, ayant fourni pendant des siècles des hauts fonctionnaires et quatre Doges . 

## Armes

Armes de la famille Corner de Venise

## Personnalités
- Marco Corner (vers 1286-1368), Doge 1365-68
- Giorgio Corner (1374–1439), condottiere, grand-père de Catherine Corner, reine de Chypre
- Catherine Cornaro (1454–1510), reine de Chypre 1474-89
- Alvise Corner (1464 ?-1566) fit faire son portrait par le Tintoret en 1560 ; cette huile sur toile de 113 × 85) est conservée à la Galerie Palatine dans le Palais Pitti de Florence[3].
- Paolo Corner Hermolai eut lui aussi son portrait par le Tintoret l'année suivante (huile sur toile de 102 × 81). Celui-ci se trouve au Musée des beaux-arts de Gand[4].
- Francesco Corner (1476–1543), cardinal 1527-1543
- Marco Corner (1482-1524), cardinal
- Andrea Corner, 1511-1551, cardinal
- Giacomo Corner, duc de Candie (1528)
- Giovanni Ier Corner (1551–1629), Doge 1624-29
- Cardinal Federico Baldissera Bartolomeo Corner (1579–1653), patriarche de Venise 1631-44
- Francesco Corner (1585–1656), Doge 1656
- Elena Corner Piscopia (1646-1684), philosophe et mathématicienne, première femme docteure (en philosophie) au monde
- Giovanni II Corner (1647–1722), Doge 1709-1722
- Giorgio Corner (1658–1722), cardinal

## Possessions
La famille possédait huit palais sur le Grand Canal à différentes époques et ont commandé de nombreux monuments et œuvres d'art célèbres, en particulier L'Extase de sainte Thérèse par Bernini dans la chapelle Corner de Santa Maria della Vittoria à Rome (1652).[réf. nécessaire]

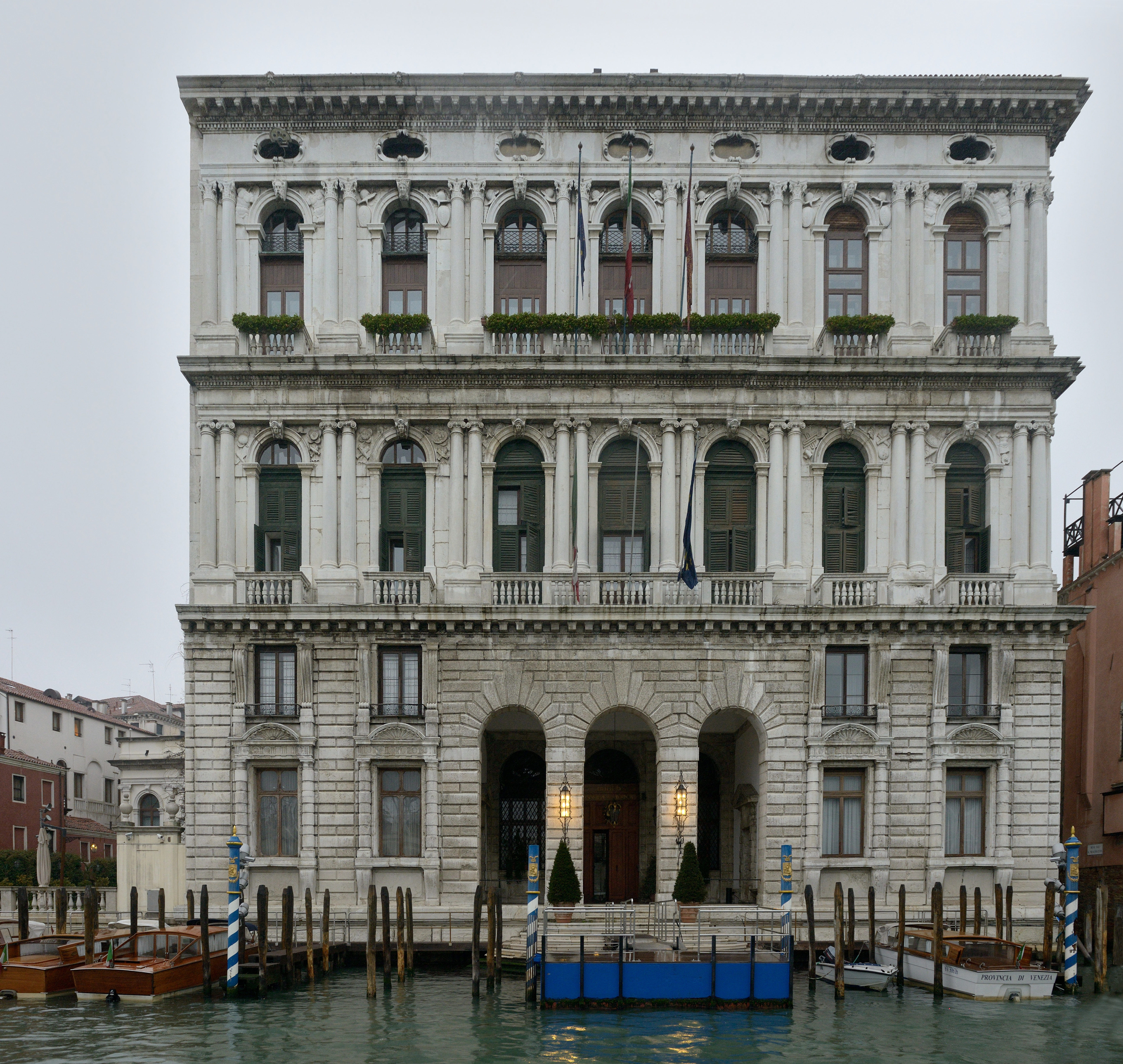
Palais Corner della Ca Granda
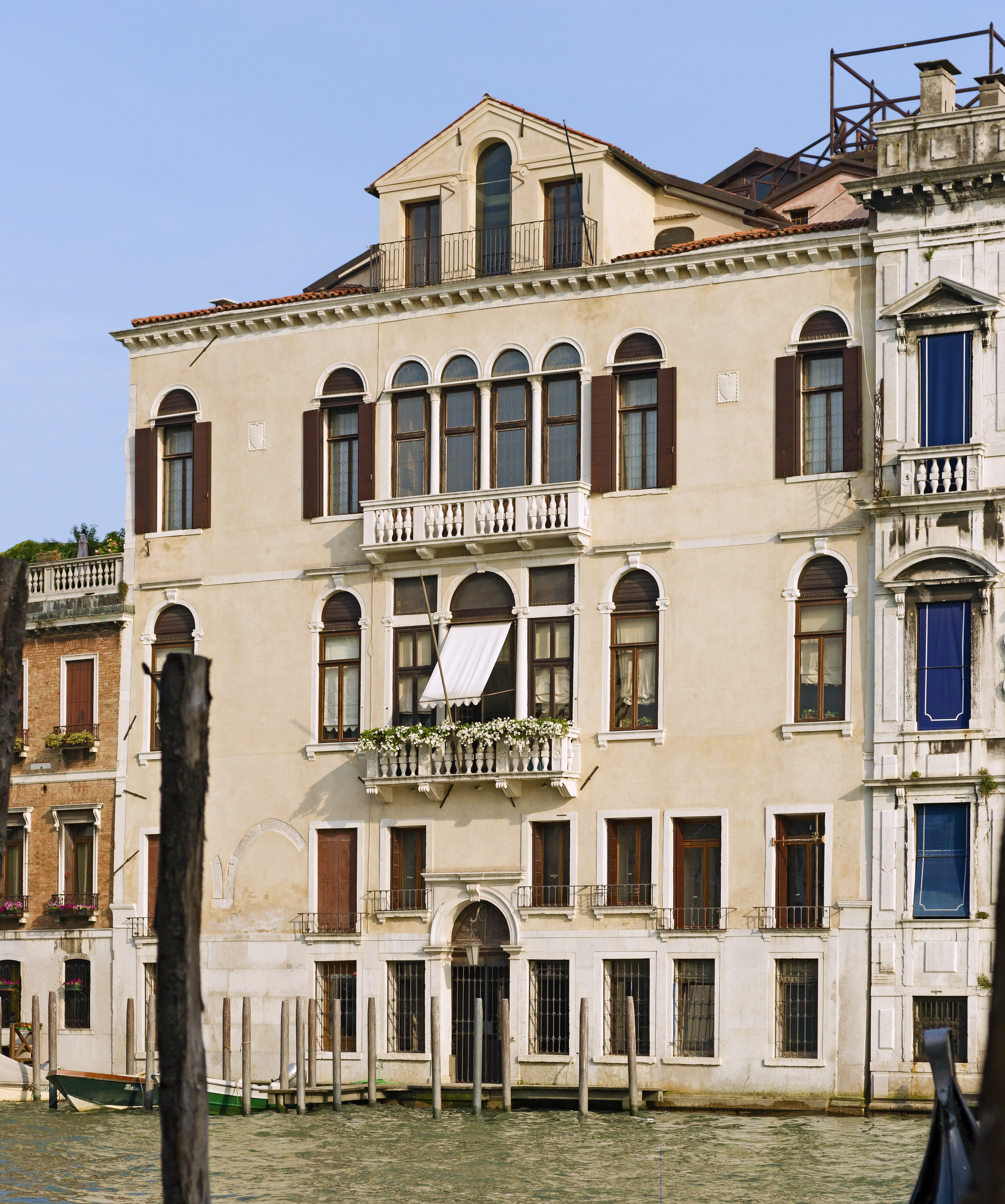
Palais  Corner Gheltoff
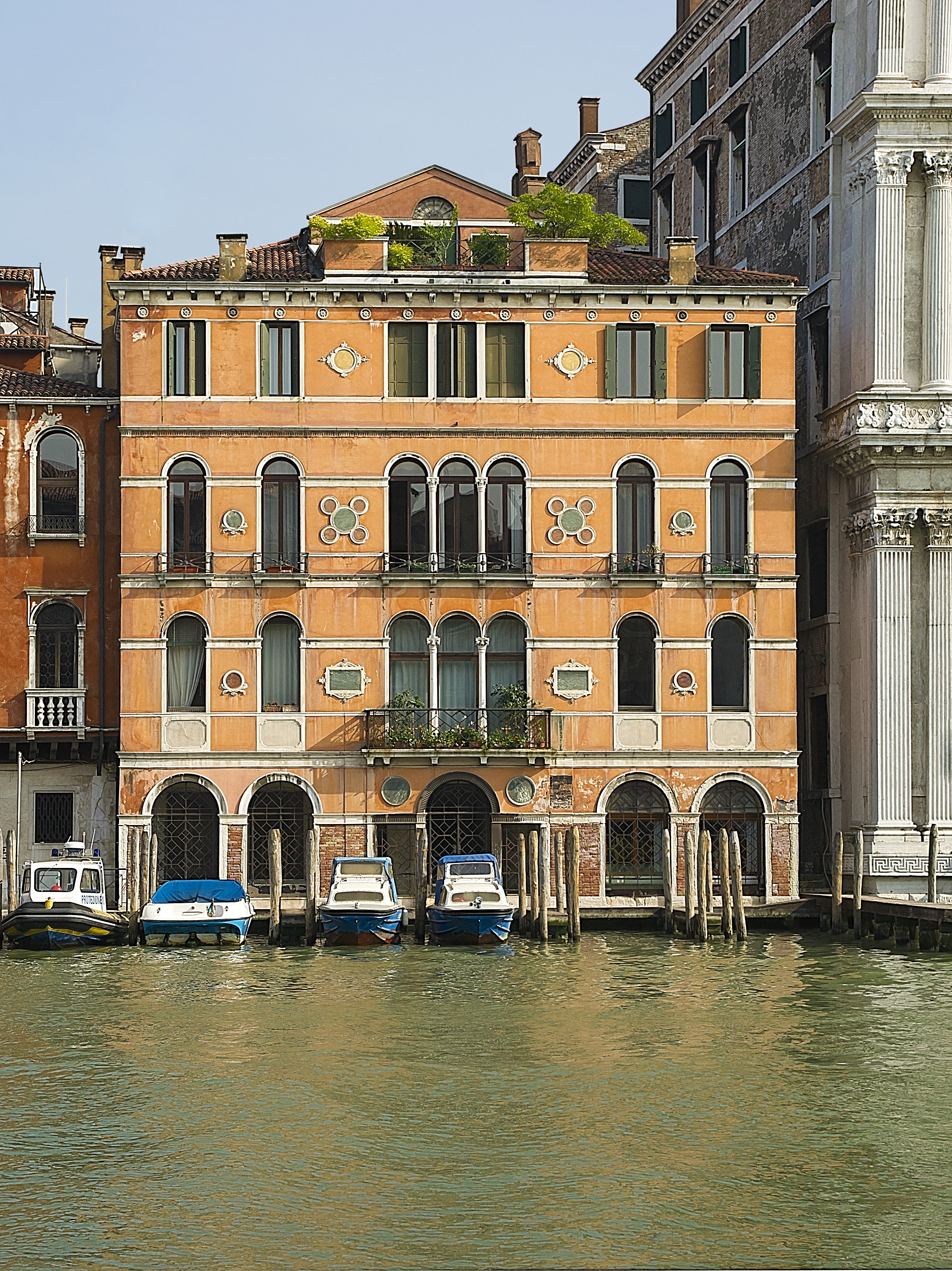
Palais Corner Valmarana

Le cabinet des miroirs du palais vénitien de la famille était richement décoré d'une série de tableaux illustrant la romance épique populaire de Torquato Tasso au XVIe siècle, La Jérusalem délivrée, qui se déroule au XIe siècle, pendant la première croisade, lorsque les chevaliers occidentaux ont cherché à prendre Jérusalem aux musulmans. Cette romance emprunte fréquemment des éléments de l'intrigue et des personnages de l'Orlando furioso de l'Arioste.

Fresques de Tiepolo du cabinet des miroirs, 1740-1746 conservées à l'Art Institute of Chicago
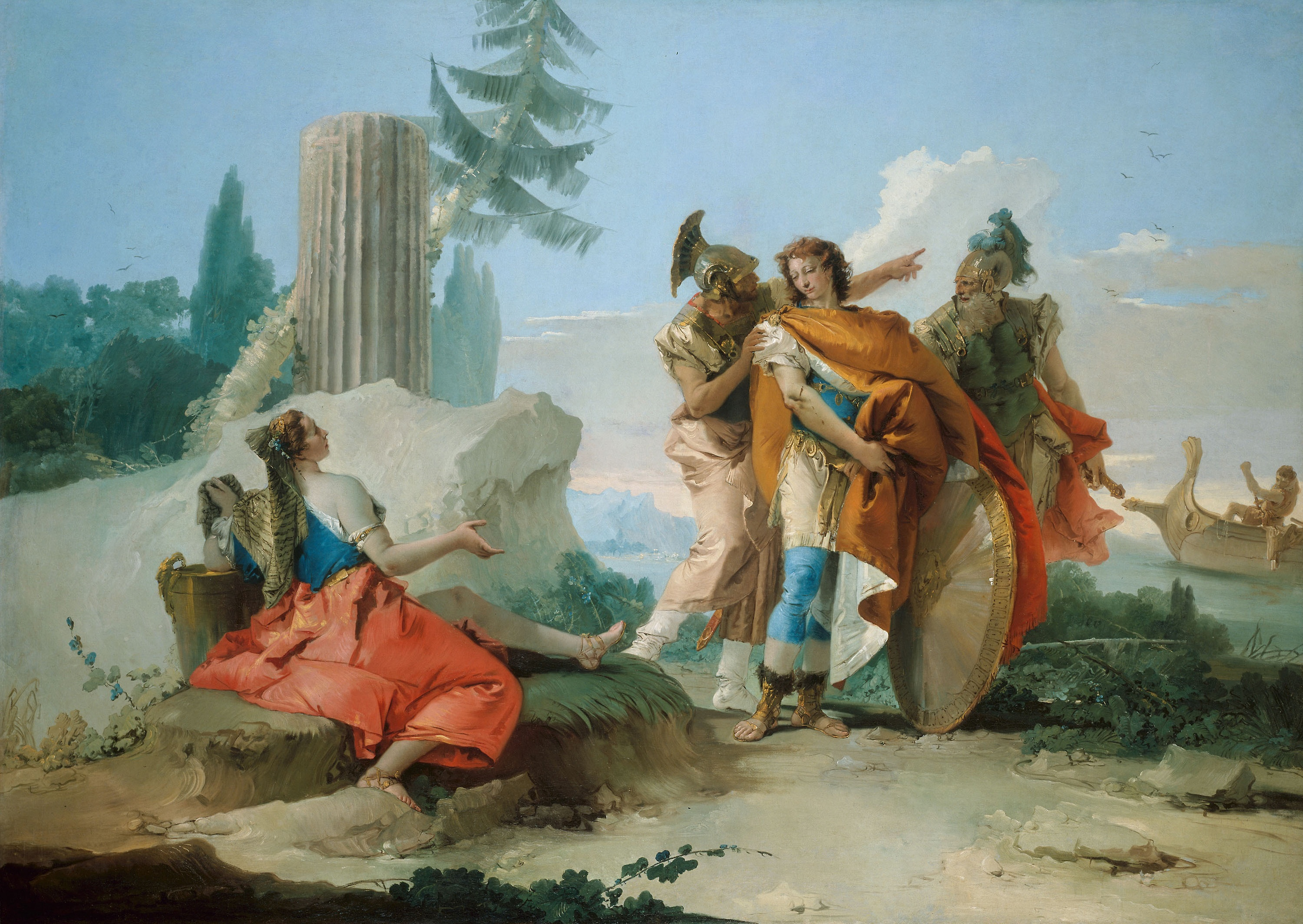
Armide abandonnée par Renaud
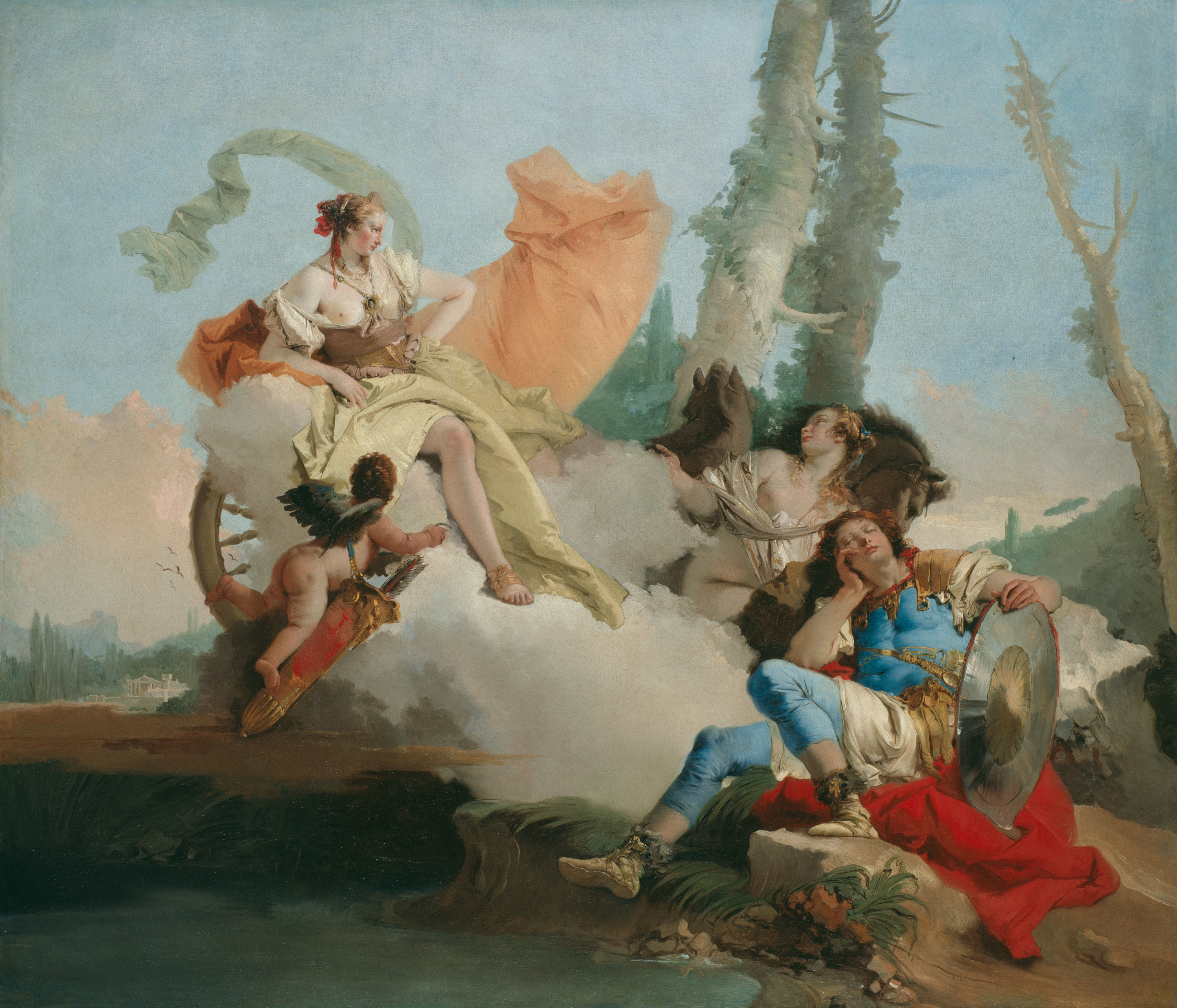
Armide rencontre Renaud endormi
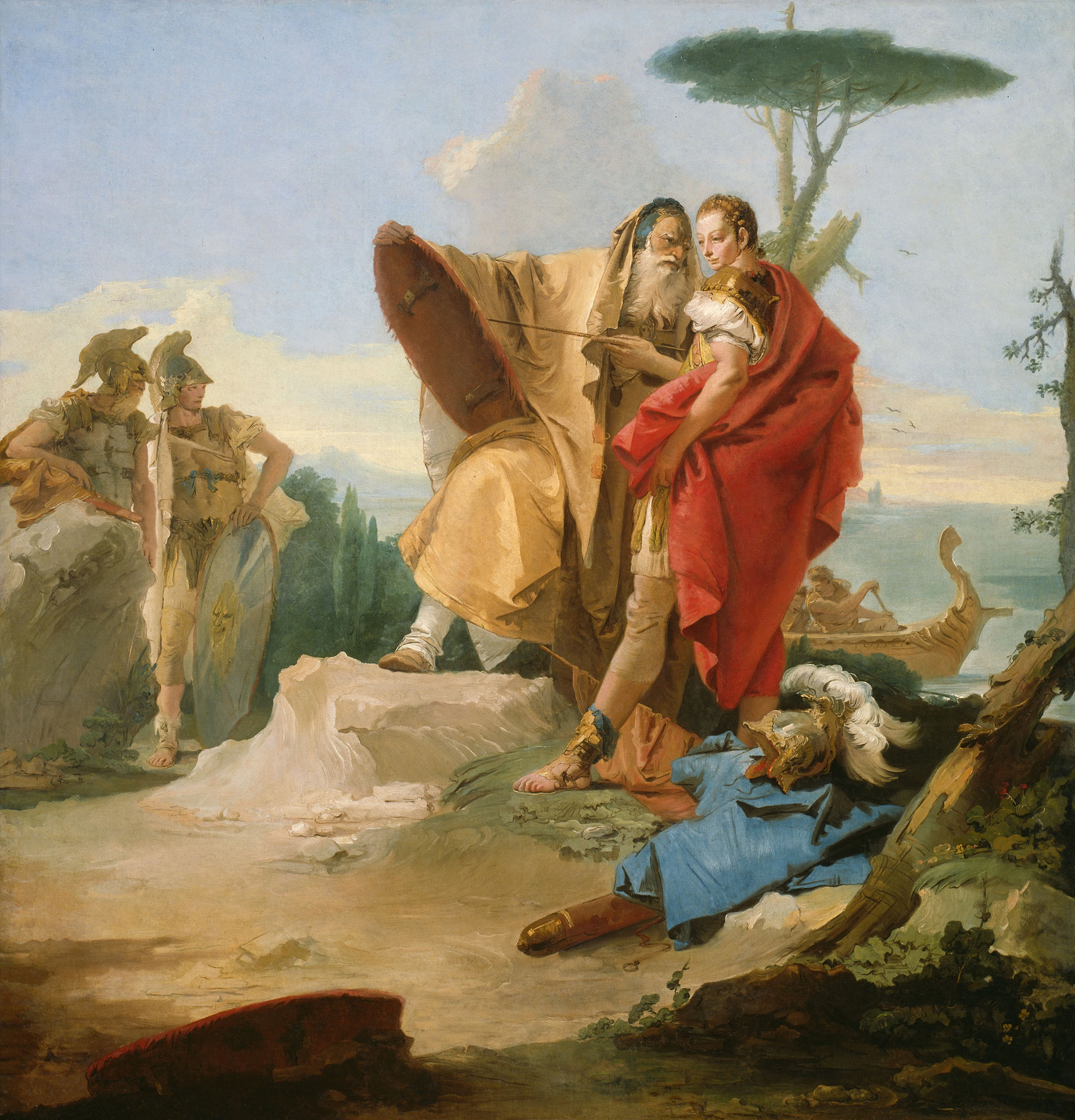
Renaud et le mage d'Ascalon
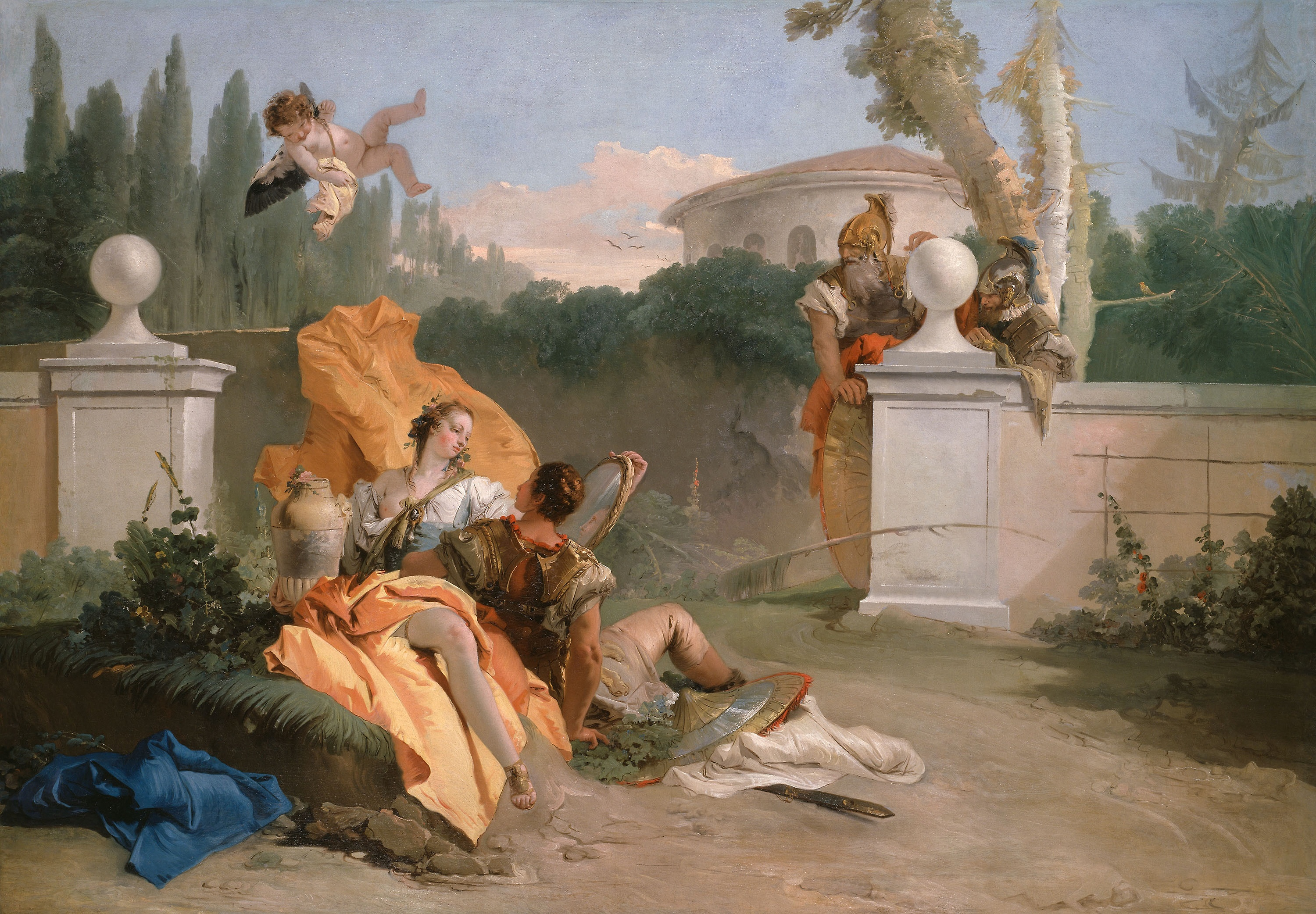
Renaud et Armide dans le jardin

La villa Cornaro à Merlengo, quartier de Ponzano Veneto était elle aussi décorée vers 1750, de fresques de Giambattista Tiepolo. Une étude du Sacrifice d'Iphigénie est conservée à la Kunsthalle de Hambourg et une autre pour le rez-de-chaussée, Diane, Apollon et Nymphes se trouve à la Dulwich Picture Gallery à Londres. Quatre panneaux sont conservés à la National Gallery de Londres. Ils représentent des figures non identifiables qui ont probablement été inspirées par le poème La Jérusalem délivrée de Tasso.

Esquisses ou fresques de Tiepolo pour la Villa de Merlengo
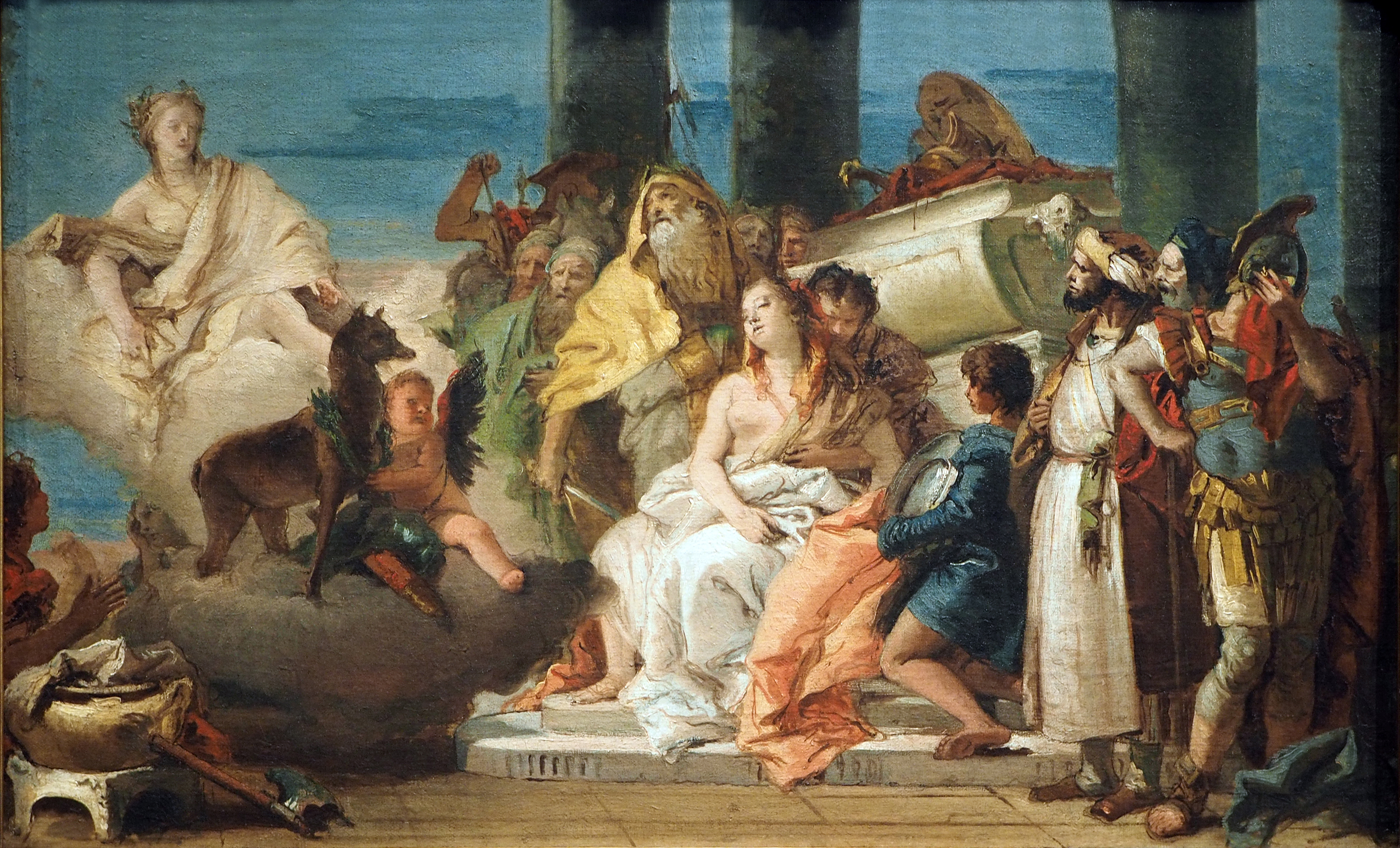
Le Sacrifice d'Iphigénie Giambattista Tiepolo, 1747-1750 Kunsthalle de Hambourg
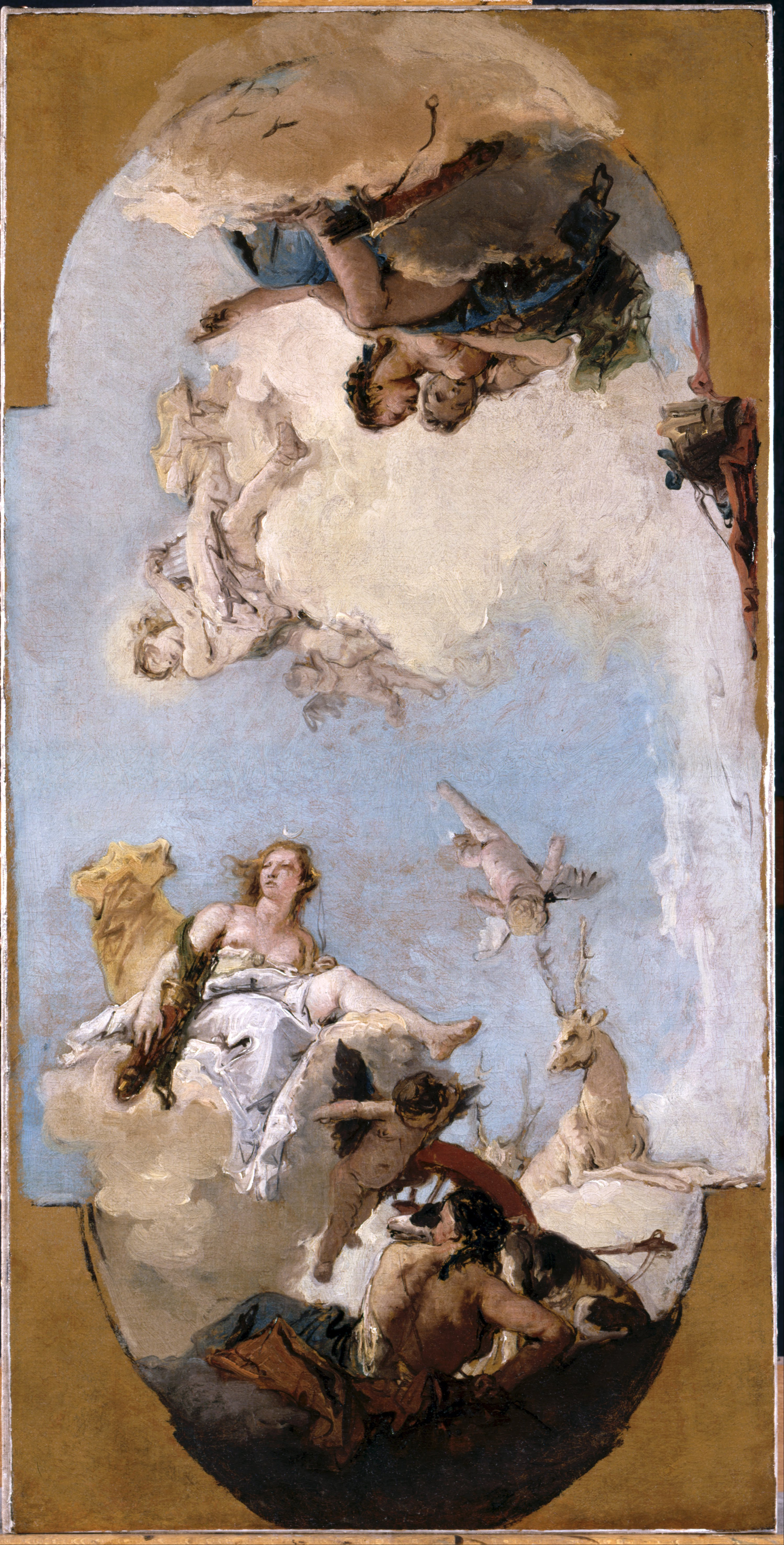
Diane, Apollon et Nymphes Dulwich Picture Gallery, Londres
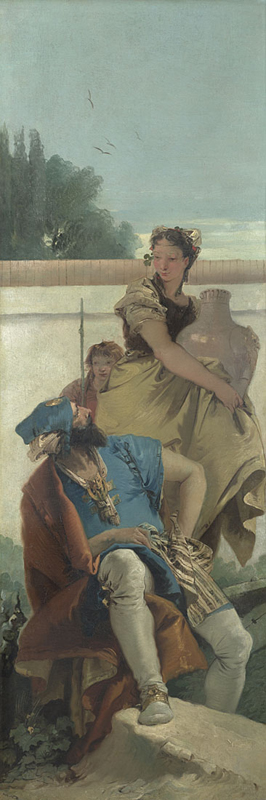
Homme assis, 1740 National Gallery

En Grèce, l'île de Scarpanto était leur fief du début du XIVe siècle à la conquête ottomane.[réf. nécessaire]